# Marcia Cross

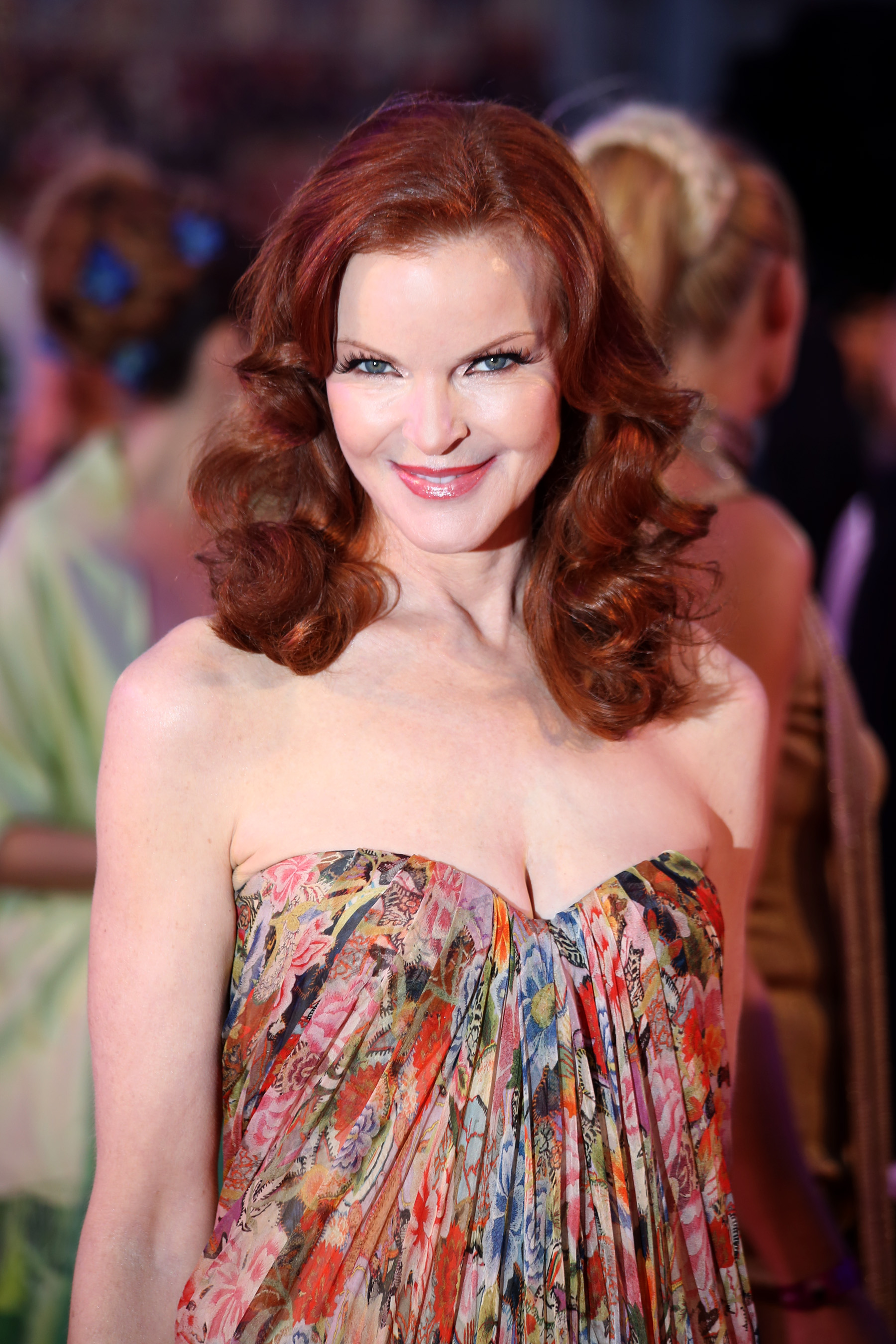
Marcia Cross (Life Ball 2014)

Marcia Anne Cross (* 25. März 1962 in Marlborough, Massachusetts) ist eine US-amerikanische Schauspielerin.

## Leben und Karriere
Marcia Cross, die ihren Master-Abschluss in Psychologie an der Antioch University in Los Angeles machte, ist vor allem als Darstellerin in US-amerikanischen Fernsehserien bekannt.
Sie spielte in zahlreichen Serien wie Edge of Night, Cheers, Everwood, King of Queens, CSI: Den Tätern auf der Spur, Liebe, Lüge, Leidenschaft, Another World, Booker und Unter der Sonne Kaliforniens.
Eine ihrer bekanntesten Rollen war die der Dr. Kimberly Shaw in der Serie Melrose Place, die sie von 1992 bis 1997 verkörperte. Von 2004 bis 2012 spielte sie in der Erfolgsserie Desperate Housewives die Bree Van de Kamp. Für diese Rolle wurde Marcia Cross 2004 erstmals in ihrer Karriere für verschiedene Fernsehpreise nominiert, darunter Emmy, Golden Satellite Award, TV Guide Award, dreimal für den Golden Globe und fünfmal für den Screen Actors Guild Award. Den Screen Actors Guild Award gewann sie zweimal mit dem Ensemble. Den Golden Satellite Award erhielt sie für ihre Darstellung der
Bree Van de Kamp in der zweiten Staffel der Serie.
Seit sie in Desperate Housewives die Rolle von Bree, einer perfekten Hausfrau, spielte, stellt sie in einem Werbespot der Handelskette Spar im österreichischen Fernsehen eine ähnliche Figur dar.
Cross war lange Zeit mit dem 25 Jahre älteren Richard Jordan liiert. Ihre Beziehung endete mit dessen Tod. Im November 2005 verlobte sich Cross mit dem Börsenmakler Tom Mahoney und heiratete ihn am 24. Juni 2006. Am 20. Februar 2007 brachte Cross in Los Angeles Zwillinge zur Welt.
2017 wurde bei Cross Analkrebs diagnostiziert, konnte sich aber nach Behandlung vollständig davon erholen. Seitdem engagiert sie sich, die Öffentlichkeit auf die Krankheit aufmerksam zu machen.

## Filmografie

### Filme
- 1979: Ich liebe dich – I love you – Je t’aime
- 1985: Brooklyn Murder (Brass, Fernsehfilm)
- 1985: Stephen King’s Golden Tales
- 1986: Die letzten Tage von Frank und Jesse James (The Last Days of Frank and Jesse James, Fernsehfilm)
- 1986: George Washington: Das Schmieden einer Nation (George Washington II: The Forging of a Nation, Fernsehfilm)
- 1986: Pros & Cons (Fernsehfilm)
- 1989: Just Temporary (Fernsehfilm)
- 1990: Todfreunde – Bad Influence (Bad Influence, Fernsehfilm)
- 1990: Aufstieg in den Tod (Storm and Sorrow, Fernsehfilm)
- 1994: M.A.N.T.I.S. (Fernsehfilm)
- 1995: Ripple (Kurzfilm)
- 1995: Mother’s Day (Fernsehfilm)
- 1996: Female Perversions
- 1996: Ihr größter Wunsch (All She Ever Wanted, Fernsehfilm)
- 1997: Always Say Goodbye
- 1998: Lautlose Invasion (Target Earth, Fernsehfilm)
- 2000: Auf der Woge des Erfolgs (Dancing in September)
- 2001: Schmutziges Erbe (Living in Fear, Fernsehfilm)
- 2001: Bad News Mr. Swanson (Fernsehfilm)
- 2002: Eastwick (Fernsehfilm)
- 2002: Bank
- 2003: The Wind Effect (Kurzfilm)
- 2005: Desperate Housewives: Oprah Winfrey Is the New Neighbor (Kurzfilm)
- 2008: Speechless (Dokumentarfilm)
- 2009: Just Peck
- 2011: Ein fast perfektes Verbrechen (Bringing Up Bobby)
- 2014: Fatrick (Fernsehfilm)
- 2016: All the Way to the Ocean (Kurzfilm)
- 2018: Behind the Curtain of Night
- 2019: Jane the Novela (Fernsehfilm)
- 2020: The Secret of Karma

### Fernsehserien
- 1984: The Edge of Night
- 1986: Another World
- 1986: Geschichten aus der Schattenwelt (Tales From the Darkside, Folge 2x21)
- 1986–1988: Liebe, Lüge, Leidenschaft (One Life to Live)
- 1988: Verrückte Zeiten (Almost Grown, Folge 1x01)
- 1989: It’s Garry Shandling’s Show. (eine Folge)
- 1989: Cheers (Folge 7x21)
- 1989: Booker (Folge 1x03)
- 1989: Wer ist hier der Boss? (Who’s the Boss?, Folge 6x06)
- 1989: Doctor Doctor (eine Folge)
- 1990: Zurück in die Vergangenheit (Quantum Leap, Folge 2x17)
- 1991: Jake und McCabe – Durch dick und dünn (Jake and the Fatman, eine Folge)
- 1991: Profis contra Ganoven (Pros and Cons, eine Folge)
- 1991–1992: Unter der Sonne Kaliforniens (Knots Landing, 7 Folgen)
- 1992: Mord ist ihr Hobby (Murder, She Wrote, Folge 8x16)
- 1992: 4x Herman (Herman’s Head, eine Folge)
- 1992–1997: Melrose Place (114 Folgen)
- 1993: Raven (eine Folge)
- 1995: Burkes Gesetz (Burke’s Law, eine Folge)
- 1997: Seinfeld (Folge 9x07)
- 1999: Outer Limits – Die unbekannte Dimension (The Outer Limits, Folge 5x13)
- 1999: Das Leben und Ich (Boy Meets World, 3 Folgen)
- 1999: Ein Hauch von Himmel (Touched by an Angel, Folge 6x08)
- 2000: Profiler (Folge 4x13)
- 2000: Chaos City (Spin City, Folge 5x01)
- 2000: Ally McBeal (Folge 4x02)
- 2001: Strong Medicine: Zwei Ärztinnen wie Feuer und Eis (Strong Medicine, Folge 2x07)
- 2001: CSI: Vegas (CSI: Crime Scene Investigation, Folge 2x11)
- 2002–2003: King of Queens (The King of Queens, 2 Folgen)
- 2003–2004: Everwood (18 Folgen)
- 2004–2012: Desperate Housewives (180 Folgen)
- 2015: Law & Order: Special Victims Unit (Folge 16x16)
- 2015–2017: Quantico (15 Folgen)
- 2017: Ned & Stacey (3 Folgen)
- 2018: Youth & Consequences (Miniserie, 4 Folgen)
- 2019: This Close (eine Folge)
- 2019: Soundtrack (eine Folge)
- 2019: The Edge of Sleep (5 Folgen)
- 2021: You (Staffel 3, 2 Episoden)
- 2022: Monarch (3 Folgen)

## Auszeichnungen
- 2005: Screen Actors Guild Award gemeinsam mit u. a. Teri Hatcher und Felicity Huffman in der Kategorie Bestes Schauspielensemble in einer Fernsehserie – Komödie in Desperate Housewives
- 2007: Satellite Awards – Beste Darstellerin einer Serie[3]